# Eduardo Lima
Eduardo Lima (nascido Eduardo Lima da Cruz, Capim Grosso, BA, 16 de setembro de 1977, é um artista plástico autodidata brasileiro. Suas obras tornaram-se conhecidas por divulgação na internet, particularmente através do Facebook.

## Biografia
Nascido e criado no sertão baiano, Eduardo Lima é filho de um oleiro e uma cozinheira. Desde os 8 anos de idade, seu talento artístico despertou a atenção dos professores na escola; ao acompanhar o trabalho do pai na olaria e ver como este foi capaz de esculpir um rosto usando argila, tomou verdadeiro interesse pela arte.
Aos 18 anos, começou a trabalhar como frentista. Com 20 anos, pintou sua primeira tela; por timidez, não gostava de expor suas obras, mas a esposa, Aparecida Cruz, resolveu colocá-la como decoração numa pequena loja que possuía. A iniciativa chamou a atenção de alguns clientes, e a peça acabou sendo vendida. Com isto, Eduardo Lima decidiu divulgar seus trabalhos e com o retorno financeiro crescente, após nove anos abandonou o emprego de frentista e passou a se dedicar à arte em tempo integral.
Em 2006, mudou-se com a família para Barreiras, no oeste baiano, com o objetivo de ampliar as vendas num mercado consumidor maior. Após um início difícil, onde teve que vender suas pinturas em praça pública e de porta em porta, Eduardo Lima resolveu investir na divulgação pela internet. Criou uma página no Facebook, e a princípio teve pouco retorno. Todavia, com insistência, cresceu ao ponto de ter em 2020 mais de 50 mil seguidores no Instagram e 30 mil no Twitter.
O artista já exportou seus trabalhos para mais de 30 países, e tem como um de seus apreciadores o influencer Felipe Neto, que adquiriu duas de suas obras.

## Exposições
- Österreichisches Lateinamerica Institut Wien (2006, Viena) - Medalha de Prata
- Accademia Internazionale D’Arte Moderna (2006, Roma) - Medalha de Ouro
- Raízes do Sertão Nordestino (2022, Assembleia Legislativa de São Paulo, São Paulo)[3]
- Raízes do Sertão Nordestino (2022, Câmara Legislativa do Distrito Federal, Brasília)[4]